# P.-A. Aubert
Pour les articles homonymes, voir Aubert.
P.-A. Aubert (1783-1863) est un écuyer français, qui entre en 1792 au manège de Pierre Testu-Brissy (en) sous la direction de Louis-Charles Pellier. C'est à son retour en France, en 1833, qu'il entame la rédaction de son Traité raisonné d'équitation, influencé par La Guérinière et Steinbrecht. En 1842 paraît son Équitation des dames, traité complet de la monte en amazone. Il a travaillé son équitation sous la houlette de Pierre d'Abzac. En 1831 et 1832, il monte des Lippizans de l'école espagnole de Vienne.

## Œuvres
- Traité raisonné d'équitation, 1836 (lire en ligne sur Gallica).
- Équitation des dames, 1842 (lire en ligne sur Gallica).
- Quelques observations sur le système de M. Baucher pour dresser les chevaux, 1842.